# Nims Peak
Nims Peak är en bergstopp i Antarktis. Den ligger i Östantarktis. Nya Zeeland gör anspråk på området. Toppen på Nims Peak är 1 799 meter över havet.
Terrängen runt Nims Peak är kuperad österut, men västerut är den platt. Trakten är obefolkad. Det finns inga samhällen i närheten. 